# Национальный музей этнологии (Нидерланды)
Национальный музей этнографии Нидерландов (нидерл. Museum Volkenkunde, сокращённо RMV) расположен в университетском городке Лейдене с 1935 года.
Музей возник из открытого в 1837 году Государственного музея этнографии, что делает его одним из старейших этнографических музеев мира. Король Виллем I наказал учёным учредить музей для собранных коллекций из Китая, Индонезии и Японии. Медик Филипп Франц фон Зибольд привёз в 1825 году многочисленные предметы из Японии, где в рамках Голландской Ост-Индской компании работал врачом.
С 2014 года музей объединился с Музеем Африки в Берг-ен-Даль и Тропическим музеем в Амстердаме, входящие в Национальный музей мировой культуры.

## Коллекция
Коллекция составляет предметы культур Африки, Гренландии, Китая, Индонезии, Японии, Кореи, Латинской Америки, Северной Америки, Океании, Азии (юго-западная, южная, центральная и юго-восточная части). В музее представлены 500 тысяч аудиовизуальных источников со всего мира и более 240 тысяч объектов культуры, среди которых 1300-летнее изображение Будды.

### Африка
Коллекция включает около 30 тысяч объектов, 50 % которых происходит из Западной, 30 % — из Центральной, 10 % — из Южной и 10 % — из других областей Африки. Большинство предметов собраны в XIX веке и представляют большое значение для истории Нидерландов и Африки.

### Китай
Коллекция фарфора из 12 тысяч предметов происходит из разных провинций Китая. Наиболее ценными считаются предметы ранних эпох истории Китая, включая предметы траурных ритуалов. Жемчужиной коллекции является единственная в Европе скульптура «Гора бессмертных».

### Приполюсные районы
В коллекцию входят до 4000 предметов культур субарктического региона. Экспонаты Гренландии составляют на сегодняшний день 1600 предметов, собранные в полевых работах прежним куратором Герти Ноотером.

### Островная юго-восточная Азии
В коллекции представлены более 55 тысяч предметов преимущественно с островов Индонезии: ткани, батик, золотые украшения, изображения предков, ритуальные предметы. Также в отделе представлена богатая коллекция из Филиппин.

### Япония и Корея
Около 35 тысяч предметов связаны с повседневной жизнью японцев XIX века. Корейская коллекция включает предметы Айнов и Рюкю и является одной из старейших в Европе. В одном из популярных помещений музея «Зале Будды» выставлены японские скульптурные изображения Будды.

### Центральная и Южная Америка
В коллекции из около 24 тысяч предметов представлена культура Суринама в виде Мезоамериканской игры в мяч, хорошо сохранившийся текстиль и доколониальный гончарные изделия Анд.

### Северная Америка
Основу коллекции собрал Герман Тен Кате за год работы (1882—1883) на юго-западе США, в штате Нью-Йорк, Великих равнинах. Коллекция также включает объекты северо-восточных и северо-западных прибрежных районов, керамику Пуэбло с 1880 года по настоящее время. Коллекция включает материалы из разных времён туристических поездок.

### Океания
Коллекция из 36 тысяч предметов включает в себя ритуальные и бытовые предметы из Океании, собиранные преимущественно до 1900 года. Особый интерес представляют артефакты из западной Новой Гвинеи и ритуальная одежда острова Фиджи.

### Материковая Южная и Юго-Восточная Азия
Коллекция из приблизительно 8000 предметов включает индийские миниатюры, ритуальные предметы, декорированное оружие, ювелирные изделия и скульптуры.

### Ближний Восток, Западная и Центральная Азия
Основу коллекции составляют предметы из Афганистана, Аравийского полуострова, Ирана, Пакистана, Сирии и Турции. В конце XIX века из Мекки и Джидды артефакты привёз Христиан Снук-Хюргронье. Артефакты I века доставлены из Гандхары (современная граница между Пакистаном и Афганистаном).

## Туристам
Музей находится по адресу Steenstraat 1 в городе Лейден.
Часы работы музея с 10 до 17, в каникулярные периоды музей открыт также в понедельник. Библиотека работает в четверг и пятницу с 10 до 16 часов. В праздничные дни музей закрыт: 1 января (Новый Год), 27 апреля (День короля), 5 мая (день Освобождения), 3 октября (Осада Лейдена), 25 декабря (Рождество).
Стоимость билета для взрослого — 14 евро, детям, подросткам от 4 до 18 лет и студентам — 6 евро, младенцам до 4 лет вход бесплатный. Группам от 10 человек предоставляется скидка 10 %.

## Галерея
- Тотемный столб
- Сидящий на черепах Ганеша
- Скульптура Будды из Японии приобретена в 1883 году на Международной колониальной выставке в Амстердаме.
- Якуси Нерай (медицинский Будда) из мавзолея сёгунов Токугавы, храм Зодзёдзи в Эдо.
- Куклы культуры Анасази, найдены на юго-западе США.
- Религиозные идолы Нконди духа Нкиси из Центральной Африки, 1880-1900- годы.
- Книга мастеров, Батаки, Индонезия.
- Маска из Канады